# モミジヒルガオ
モミジヒルガオ（紅葉昼顔、学名：Ipomoea cairica）とはヒルガオ科の植物の1種。別名はタイワンアサガオ、モミジバヒルガオ又はモミジバアサガオ。
北アフリカ原産と考えられているが熱帯アジア〜アフリカに広く分布している。日本の多くの地域では6〜10月頃に開花するが沖縄では周年開花する。繁殖は挿し木による。
葉がモミジのように掌状に5～7裂することから命名されたが、実際にはほぼ葉柄付近まで大きく切れ込み（全裂）、ほとんど掌状複葉に近い形状であり、モミジ類にはあまり似ていない。
茎は次第に太くなり、ツタのようにイボイボになり、カリマンタン島の林では大木の幹にへばりついて樹上まで先端を伸ばす。